# Peru a 2008. évi nyári olimpiai játékokon
Peru a kínai Pekingben megrendezett 2008. évi nyári olimpiai játékok egyik részt vevő nemzete volt. Az országot az olimpián 10 sportágban 13 sportoló képviselte, akik érmet nem szereztek.

## Atlétika
Férfi

| Versenyző        | Versenyszám | Eredmény | Helyezés |
| ---------------- | ----------- | -------- | -------- |
| Constantino León | Maraton     | 2:28:04  | 61.      |

| Versenyző    | Versenyszám | Selejtező | Selejtező | Döntő    | Döntő    |
| Versenyző    | Versenyszám | Eredmény  | Helyezés  | Eredmény | Helyezés |
| ------------ | ----------- | --------- | --------- | -------- | -------- |
| Luis Tristán | Távolugrás  | 762 cm    | 32.       | kiesett  | kiesett  |

Női

| Versenyző      | Versenyszám | Eredmény | Helyezés |
| -------------- | ----------- | -------- | -------- |
| María Portillo | Maraton     | 2:35:19  | 39.      |

## Birkózás

### Férfi
Kötöttfogású

| Versenyző     | Versenyszám | Selejtező         | Nyolcaddöntő                                | Negyeddöntő                         | Elődöntő          | Vigaszág első kör | Vigaszág elődöntő               | Bronz- mérkőzés   | Döntő             | Helyezés |
| Versenyző     | Versenyszám | Ellenfél Eredmény | Ellenfél Eredmény                           | Ellenfél Eredmény                   | Ellenfél Eredmény | Ellenfél Eredmény | Ellenfél Eredmény               | Ellenfél Eredmény | Ellenfél Eredmény | Helyezés |
| ------------- | ----------- | ----------------- | ------------------------------------------- | ----------------------------------- | ----------------- | ----------------- | ------------------------------- | ----------------- | ----------------- | -------- |
| Sixto Barrera | 74 kg       |                   | Valdemaras Venckaitis (LTU) · 1-2, 1-1, 1-1 | Csang Jung-hsziang (CHN) · 1-2, 0-7 |                   |                   | Javor Janakiev (BUL) · 0-3, 0-4 | kiesett           |                   | 11.      |

## Cselgáncs
Férfi

| Versenyző      | Versenyszám | Selejtező         | 32-es főtábla                  | Nyolcaddöntő                    | Negyeddöntő       | Elődöntő          | Vigaszág első kör            | Vigaszág negyeddöntő | Vigaszág elődöntő | Bronz- mérkőzés   | Döntő             | Helyezés |
| Versenyző      | Versenyszám | Ellenfél Eredmény | Ellenfél Eredmény              | Ellenfél Eredmény               | Ellenfél Eredmény | Ellenfél Eredmény | Ellenfél Eredmény            | Ellenfél Eredmény    | Ellenfél Eredmény | Ellenfél Eredmény | Ellenfél Eredmény | Helyezés |
| -------------- | ----------- | ----------------- | ------------------------------ | ------------------------------- | ----------------- | ----------------- | ---------------------------- | -------------------- | ----------------- | ----------------- | ----------------- | -------- |
| Carlos Zegarra | Nehézsúly   |                   | Sandro López (ARG) · 1001-0001 | Oscar Braison (CUB) · 0000-1000 |                   |                   | Rúdi Hasás (LIB) · 0100-0200 | kiesett              | kiesett           | kiesett           |                   | 13.      |

## Sportlövészet
Férfi

| Versenyző       | Versenyszám | Selejtező | Selejtező | Döntő   | Döntő    |
| Versenyző       | Versenyszám | Pont      | Helyezés  | Pont    | Helyezés |
| --------------- | ----------- | --------- | --------- | ------- | -------- |
| Marco Matellini | Skeet       | 95        | 40.       | kiesett | kiesett  |

## Súlyemelés
Női

| Versenyző        | Versenyszám | Szakítás | Szakítás | Lökés    | Lökés    | Összesen | Helyezés |
| Versenyző        | Versenyszám | Eredmény | Helyezés | Eredmény | Helyezés | Összesen | Helyezés |
| ---------------- | ----------- | -------- | -------- | -------- | -------- | -------- | -------- |
| Cristina Cornejo | +75 kg      | 97,0     | 11.      | 128,0    | 10.      | 225,0    | 10.      |

## Taekwondo
Férfi

| Versenyző   | Versenyszám | Nyolcaddöntő            | Negyeddöntő               | Elődöntő               | Vigaszág elődöntő | Bronz- mérkőzés            | Döntő             | Helyezés |
| Versenyző   | Versenyszám | Ellenfél Eredmény       | Ellenfél Eredmény         | Ellenfél Eredmény      | Ellenfél Eredmény | Ellenfél Eredmény          | Ellenfél Eredmény | Helyezés |
| ----------- | ----------- | ----------------------- | ------------------------- | ---------------------- | ----------------- | -------------------------- | ----------------- | -------- |
| Peter López | Pehelysúly  | Burak Hasan (AUS) · 3-1 | Isah Mohammad (NGR) · 3-0 | Mark López (USA) · 1-2 |                   | Servet Tazegül (TUR) · 0-1 |                   | 5.       |

## Tollaslabda
| Versenyző      | Versenyszám | Selejtező         | 32-es főtábla                 | Nyolcaddöntő      | Negyeddöntő       | Elődöntő          | Bronz- mérkőzés   | Döntő             | Helyezés |
| Versenyző      | Versenyszám | Ellenfél Eredmény | Ellenfél Eredmény             | Ellenfél Eredmény | Ellenfél Eredmény | Ellenfél Eredmény | Ellenfél Eredmény | Ellenfél Eredmény | Helyezés |
| -------------- | ----------- | ----------------- | ----------------------------- | ----------------- | ----------------- | ----------------- | ----------------- | ----------------- | -------- |
| Claudia Rivero | Női egyes   |                   | Hongyan Pi (FRA) · 6-21, 9-21 | kiesett           | kiesett           | kiesett           | kiesett           | kiesett           | 17.      |

## Úszás
Férfi

| Versenyző            | Versenyszám    | Előfutam | Előfutam | Előfutam | Elődöntő | Elődöntő | Elődöntő | Döntő   | Döntő    |
| Versenyző            | Versenyszám    | Idő      | Hely.    | Össz.    | Idő      | Hely.    | Össz.    | Idő     | Helyezés |
| -------------------- | -------------- | -------- | -------- | -------- | -------- | -------- | -------- | ------- | -------- |
| Emmanuel Crescimbeni | 200 m pillangó | 2:02,13  | 3.       | 41.      | kiesett  | kiesett  | kiesett  | kiesett | kiesett  |

Női

| Versenyző     | Versenyszám | Előfutam | Előfutam | Előfutam | Elődöntő | Elődöntő | Elődöntő | Döntő   | Döntő    |
| Versenyző     | Versenyszám | Idő      | Hely.    | Össz.    | Idő      | Hely.    | Össz.    | Idő     | Helyezés |
| ------------- | ----------- | -------- | -------- | -------- | -------- | -------- | -------- | ------- | -------- |
| Valeria Silva | 100 m mell  | 1:11,64  | 2.       | 38.      | kiesett  | kiesett  | kiesett  | kiesett | kiesett  |

## Vitorlázás
Női

| Versenyző      | Versenyszám  | Futam | Futam | Futam | Futam | Futam | Futam | Futam | Futam | Futam | Futam | Pontszám | Helyezés |
| Versenyző      | Versenyszám  | 1     | 2     | 3     | 4     | 5     | 6     | 7     | 8     | 9     | É     | Pontszám | Helyezés |
| -------------- | ------------ | ----- | ----- | ----- | ----- | ----- | ----- | ----- | ----- | ----- | ----- | -------- | -------- |
| Paloma Schmidt | Laser radial | 9     | 26    | 27    | 28    | 14    | 26    | 22    | 12    | 27    | -     | 163      | 26.      |

É - éremfutam

## Vívás
Női

| Versenyző  | Versenyszám | Selejtező                  | 32-es főtábla     | Nyolcaddöntő      | Negyeddöntő       | Elődöntő          | Bronz- mérkőzés   | Döntő             | Helyezés |
| Versenyző  | Versenyszám | Ellenfél Eredmény          | Ellenfél Eredmény | Ellenfél Eredmény | Ellenfél Eredmény | Ellenfél Eredmény | Ellenfél Eredmény | Ellenfél Eredmény | Helyezés |
| ---------- | ----------- | -------------------------- | ----------------- | ----------------- | ----------------- | ----------------- | ----------------- | ----------------- | -------- |
| María Doig | Tőr, egyéni | Katja Wächter (GER) · 4-15 | kiesett           | kiesett           | kiesett           | kiesett           | kiesett           | kiesett           | 41.      |